# Montigny-le-Chartif
Montigny-le-Chartif és un municipi francès, situat al departament de l'Eure i Loir i a la regió de Centre – Vall del Loira. L'any 2007 tenia 537 habitants.

## Demografia

### Població
El 2007 la població de fet de Montigny-le-Chartif era de 537 persones. Hi havia 212 famílies, de les quals 56 eren unipersonals (28 homes vivint sols i 28 dones vivint soles), 84 parelles sense fills, 52 parelles amb fills i 20 famílies monoparentals amb fills.
La població ha evolucionat segons el següent gràfic:
Habitants censats

### Habitatges
El 2007 hi havia 323 habitatges, 220 eren l'habitatge principal de la família, 82 eren segones residències i 21 estaven desocupats. 319 eren cases i 1 era un apartament. Dels 220 habitatges principals, 205 estaven ocupats pels seus propietaris, 10 estaven llogats i ocupats pels llogaters i 5 estaven cedits a títol gratuït; 2 tenien una cambra, 17 en tenien dues, 43 en tenien tres, 56 en tenien quatre i 102 en tenien cinc o més. 191 habitatges disposaven pel capbaix d'una plaça de pàrquing. A 95 habitatges hi havia un automòbil i a 100 n'hi havia dos o més.

### Piràmide de població
La piràmide de població per edats i sexe el 2009 era:
| Homes | Edats   | Dones |
| ----- | ------- | ----- |
| 0     | 95 o +  | 0     |
| 4     | 90 a 94 | 0     |
| 0     | 85 a 89 | 8     |
| 8     | 80 a 84 | 8     |
| 0     | 75 a 79 | 16    |
| 20    | 70 a 74 | 12    |
| 20    | 65 a 69 | 32    |
| 16    | 60 a 64 | 20    |
| 8     | 55 a 59 | 8     |
| 16    | 50 a 54 | 8     |
| 20    | 45 a 49 | 12    |
| 8     | 40 a 44 | 12    |
| 16    | 35 a 39 | 12    |
| 16    | 30 a 34 | 16    |
| 4     | 25 a 29 | 12    |
| 8     | 20 a 24 | 8     |
| 0     | 15 a 19 | 20    |
| 20    | 10 a 14 | 16    |
| 20    | 5 a 9   | 16    |
| 12    | 0 a 4   | 4     |

## Economia
El 2007 la població en edat de treballar era de 325 persones, 230 eren actives i 95 eren inactives. De les 230 persones actives 215 estaven ocupades (120 homes i 95 dones) i 15 estaven aturades (8 homes i 7 dones). De les 95 persones inactives 45 estaven jubilades, 21 estaven estudiant i 29 estaven classificades com a «altres inactius».

### Ingressos
El 2009 a Montigny-le-Chartif hi havia 241 unitats fiscals que integraven 597 persones, la mediana anual d'ingressos fiscals per persona era de 17.532 €.

### Activitats econòmiques
Dels 16 establiments que hi havia el 2007, 1 era d'una empresa alimentària, 3 d'empreses de construcció, 3 d'empreses de comerç i reparació d'automòbils, 1 d'una empresa de transport, 1 d'una empresa d'hostatgeria i restauració i 7 d'empreses de serveis.
Dels 4 establiments de servei als particulars que hi havia el 2009, 1 era un taller de reparació d'automòbils i de material agrícola, 1 paleta, 1 electricista i 1 restaurant.
L'any 2000 a Montigny-le-Chartif hi havia 25 explotacions agrícoles que ocupaven un total de 1.001 hectàrees.

## Equipaments sanitaris i escolars
El 2009 hi havia una escola elemental integrada dins d'un grup escolar amb les comunes properes formant una escola dispersa.

## Poblacions més properes
El següent diagrama mostra les poblacions més properes.